# Pompeo della Cesa

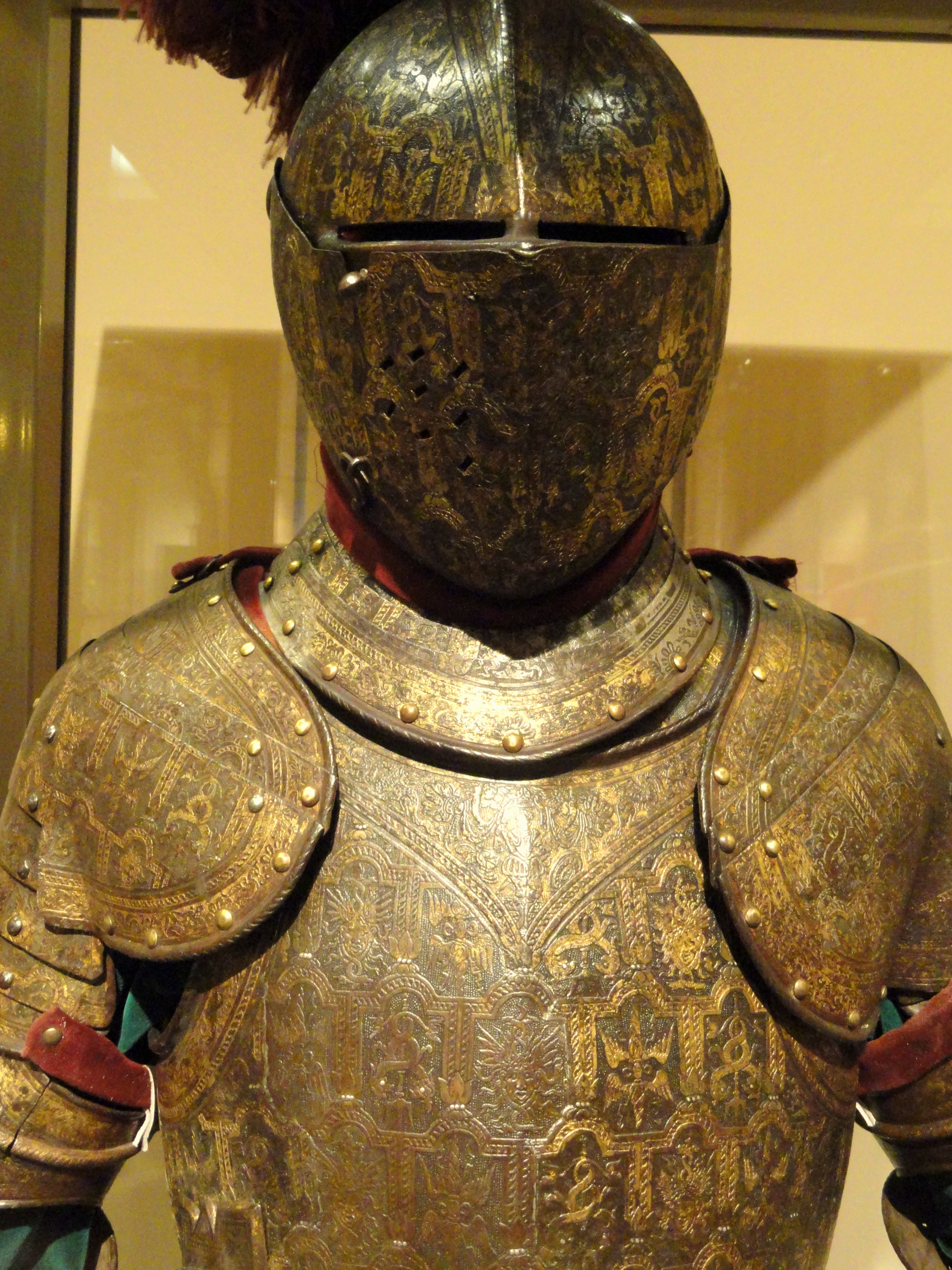
Armatura costruita da Pompeo della Cesa, Higgins Armory Museum, Worcester (Massachusetts), U.S.A.

Pompeo della Cesa o Pompeo della Chiesa (Milano, 1537 circa – 21 marzo 1610) è stato un armoraro italiano.

## Biografia
Uno dei più abili armorari milanesi della seconda metà del XVI secolo, realizzò numerose armature e "guarniture", ossia un insieme omogeneo di pezzi intercambiabili, che potevano così trasformare, sostituendo o aggiungendo pezzi supplementari, un'armatura "da piede" in "armatura da cavallo" o in "Armatura da giostra".
Operò proficuamente, realizzando capolavori dell'arte armiera, per le numerose corti italiane ed europee dell'epoca, tra le quali i Farnese del Ducato di Parma e Piacenza e i Savoia, raggiungendo una considerevole fama e fortuna.
Il suo stile decorativo si divide in due fasi: la prima è caratterizzato da bande incise, solitamente brunite e dorate, interamente decorate con elementi fitomorfi o grotteschi e simboli allegorici; la seconda, caratteristica del suo periodo più tardo (ossia verso la fine del XVI secolo), si presenta a decorazione completa a maglie decorate, evocante le stoffe in voga tra la fine del Cinquecento e l'inizio del Seicento.
Numerose sono le opere rimaste: fra le più importanti, la ricca collezione di parti di armatura e guarnitura conservati presso l'Armeria Reale di Torino, tra cui un petto e parti di una guarnitura appartenuti a Carlo Emanuele I di Savoia. Un elmetto da barriera, appartenuto al duca Vincenzo I Gonzaga, è conservato presso il Museo Poldi Pezzoli di Milano.